# Парламентские выборы во Франции (1986)
Парламентские выборы 1986 года во Франции состоялись 16 марта по партийной пропорциональной системе. На них было избрано восьмое Национальное собрание Пятой республики.

## Контекст выборов и их последствия
С выборов 1981 года Франсуа Миттерана президентское большинство разделилось. В марте 1983 года премьер-министр Пьер Моруа отменил «Общую программу» левых. Зарплаты и цены были заморожены, что объяснялось желанием оставаться в единой европейской монетарной системе. Год спустя министры-коммунисты отказались оставаться в правительстве Лорана Фабиуса.
Правые силы пытались забыть прежние конфликты. Во Франции был отмечен подъём крайне-правого Национального фронта во главе с Жан-Мари Ле Пеном, который получил 35 мест в парламенте.
В результате выборов перевес в 2 голоса получило правые партии. Это привело к необходимости т. н. «сожительства» правого правительства с социалистом Миттераном.
Вся страна была разделена на многомандатные округа, совпадавшие с департаментами. На выборах места получили списки коммунистов, социалистов, демократов, голлистов, националистов в некоторых департаментах голлисты и демократы были в одном списке. Также в некоторых департаментах к распределению мест были допущены независимые кандидаты.

## Результаты

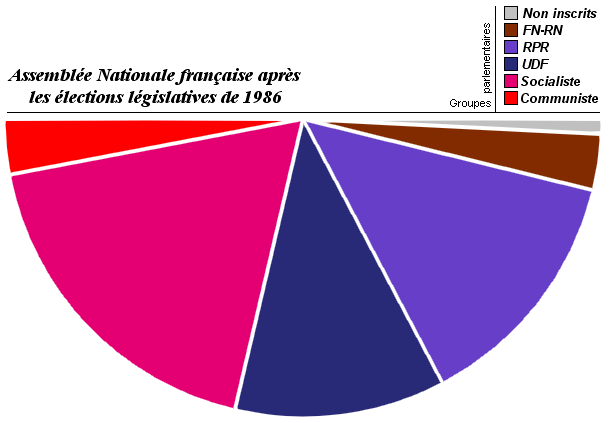
Распределение голосов по партиям.

| Партии и коалиции      | Партии и коалиции                                                                 | Сокр.    | Голоса (тур 1) | % (тур 1) | Места (тур 2) |
| ---------------------- | --------------------------------------------------------------------------------- | -------- | -------------- | --------- | ------------- |
|                        | Объединение в поддержку республики/ Союз за французскую демократию — Общий список | RPR/ UDF | 6 008 612      | 21.4      | 73 RPR 74 UDF |
|                        | Объединение в поддержку республики (Rassemblement pour la République)             | RPR      | 3 143 224      | 11.2      | 76            |
|                        | Союз за французскую демократию (Union pour la démocratie française)               | UDF      | 2 330 167      | 8.3       | 53            |
|                        | Прочие правые                                                                     | DVD      | 1 083 711      | 3.9       | 14            |
|                        | Всего «Союз RPR/UDF» (Правые)                                                     |          | 12 565 714     | 44.8      | 290           |
|                        | Социалистическая партия (Parti socialiste)                                        | PS       | 8 693 939      | 31.0      | 206           |
|                        | Французская коммунистическая партия (Parti communiste français)                   | PCF      | 2 739 925      | 9.8       | 35            |
|                        | Прочие левые                                                                      | DVG      | 357 107        | 1.3       | 5             |
|                        | Движение левых радикалов (Mouvement des radicaux de gauche)                       | MRG      | 107 769        | 0.4       | 2             |
|                        | Всего левые («Президентское большинство» и PCF)                                   |          | 11 898 740     | 42.5      | 248           |
|                        | Национальный фронт (Front national и Rassemblement national)                      | FN       | 2 703 442      | 9.7       | 35            |
|                        | Крайне левые                                                                      |          | 430 352        | 1.5       | -             |
|                        | Экологисты                                                                        | ECO      | 340 109        | 1.2       | -             |
|                        | Прочие                                                                            |          | 85 811         | 0.3       | -             |
|                        | Всего                                                                             |          | 28 024 168     | 100       | 573           |
| Не участвовало: 21,5 % |                                                                                   |          |                |           |               |